# 格拉尼图
格拉尼图是巴西伯南布哥州的一个市镇。总面积519.73平方公里，总人口6494人，人口密度12.5人/平方公里。